# Toyota ist
Toyota ist (яп. トヨタ・ist (イスト), Toyota Isuto) — субкомпактный автомобиль, выпускавшийся с весны 2002 по весну 2016 года японской компанией Toyota. Он экспортировался в США под названиями Scion xA и Scion xD, на Ближний Восток под названием Toyota xA, а также в Европу и Латинскую Америку под названием Toyota Urban Cruiser.
Название автомобиля происходит от суффикса «-ist», имя указывает на человека, который чем-то увлечён (стилист (англ. stylist), художник (англ. artist), специалист (англ. specialist) и так далее).

## Первое поколение (XP60; 2002)
Первое поколение Toyota ist выпускалось с мая 2002 по июнь 2007 года на платформе NBC. Продажи осуществлялись до июля 2007 года. Кодовые обозначения: NCP60 (1300, 2NZ, FWD), NCP61 (1500, 1NZ, FWD), NCP65 (1500, 1NZ, 4WD).
Впервые Toyota ist был представлен в 2001 году на Токийском автосалоне. Продажи начались 8 мая 2002 года в дилерских центрах Netz Store (во всех префектурах), Toyopet Store (за исключением префектуры Осака) и Toyota Store (только в префектуре Осака). 30 мая 2005 года автомобиль был обновлён и продавался только в дилерских центрах Netz Store.
В Северную Америку автомобиль поставлялся под названием Scion xA, а на Ближний Восток — под названием Toyota xA. На момент запуска на японском рынке было продано 42000 автомобилей.

Конкурентами являлись Honda Fit и Nissan March. Toyota ist первого поколения использовался полицией префектуры Сидзуока в качестве полицейского автомобиля.

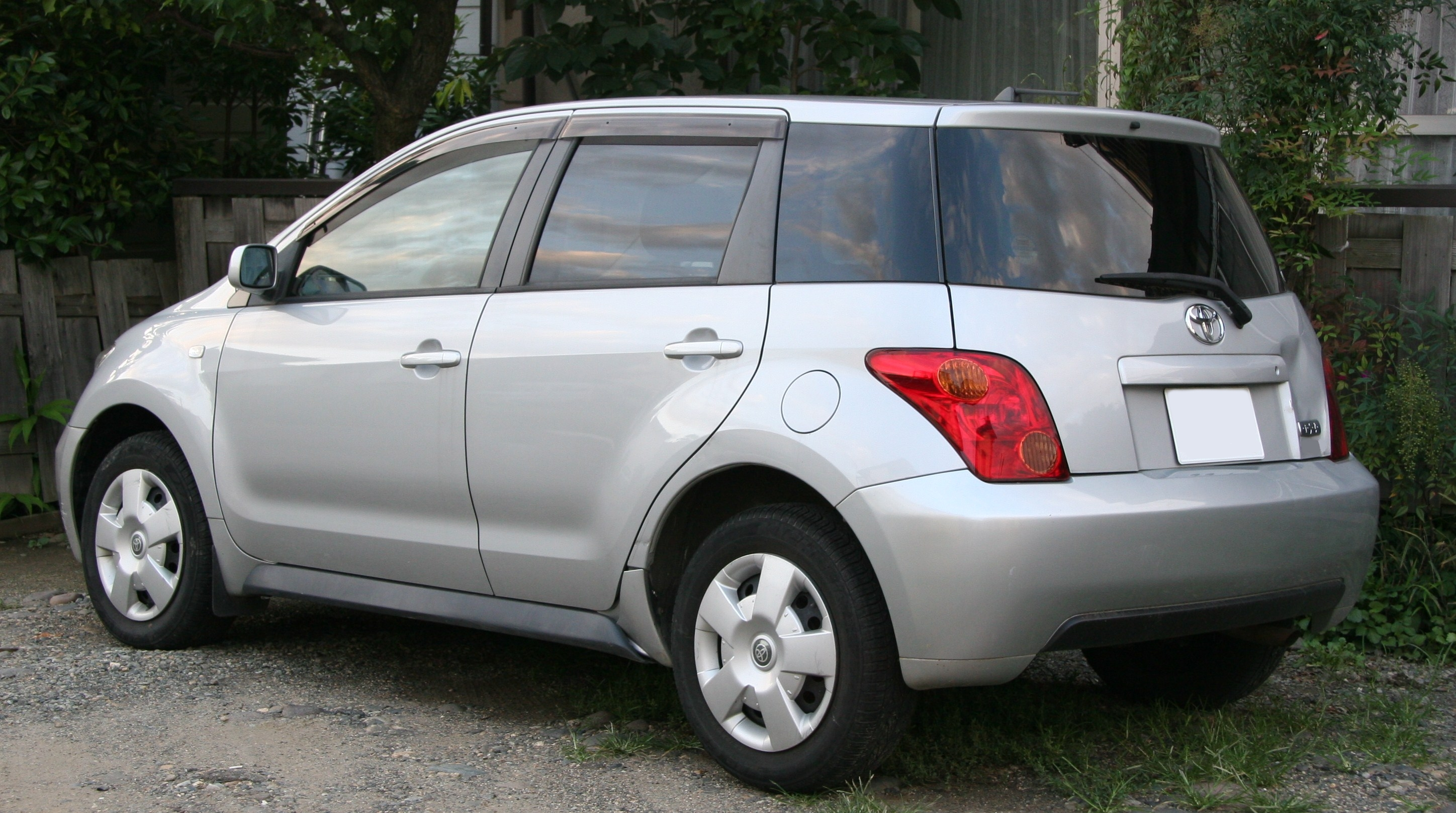
2002—2005 Toyota ist (Япония)
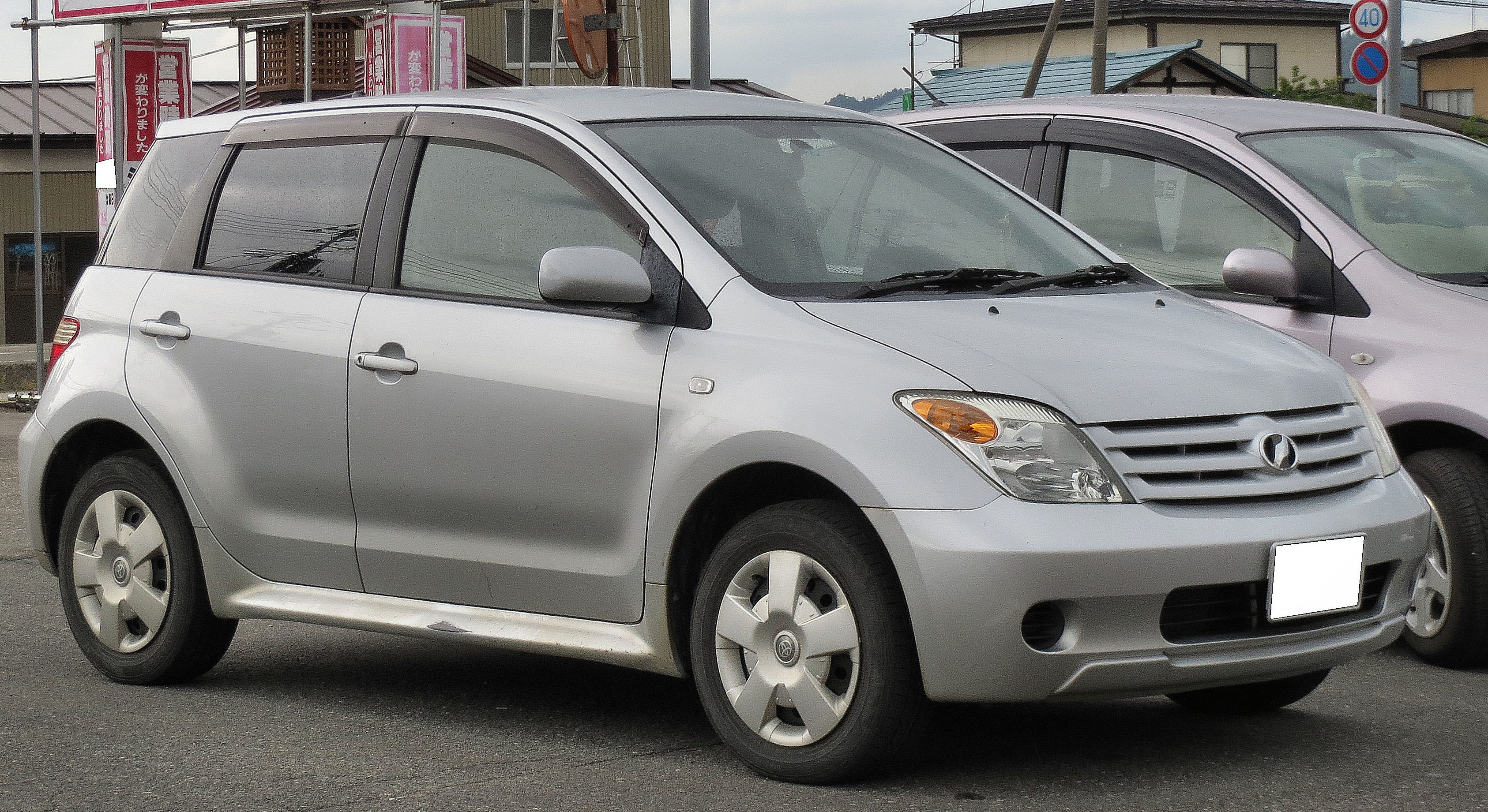
2005—2007 Toyota ist (Япония)
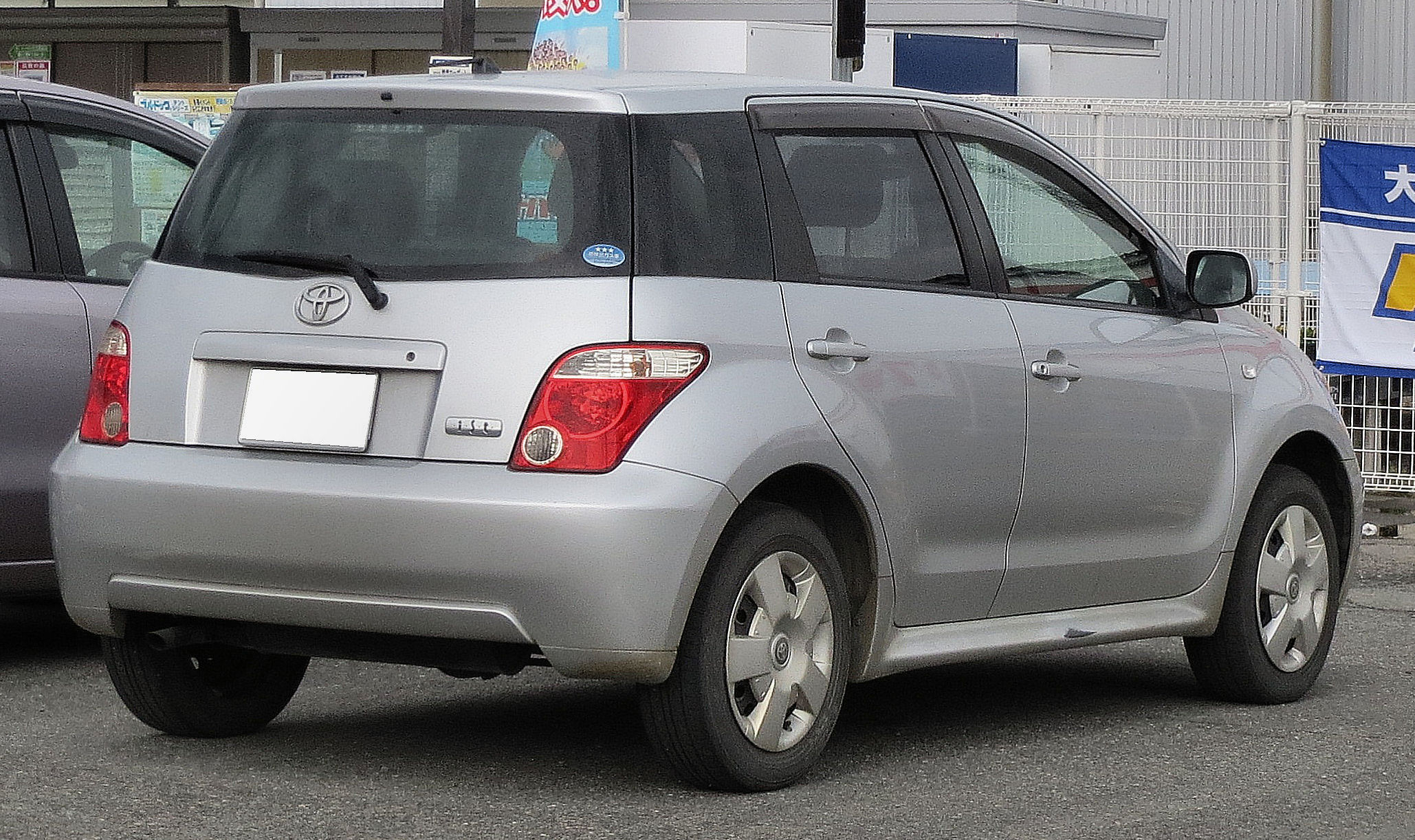
2005—2007 Toyota Ist (Япония)
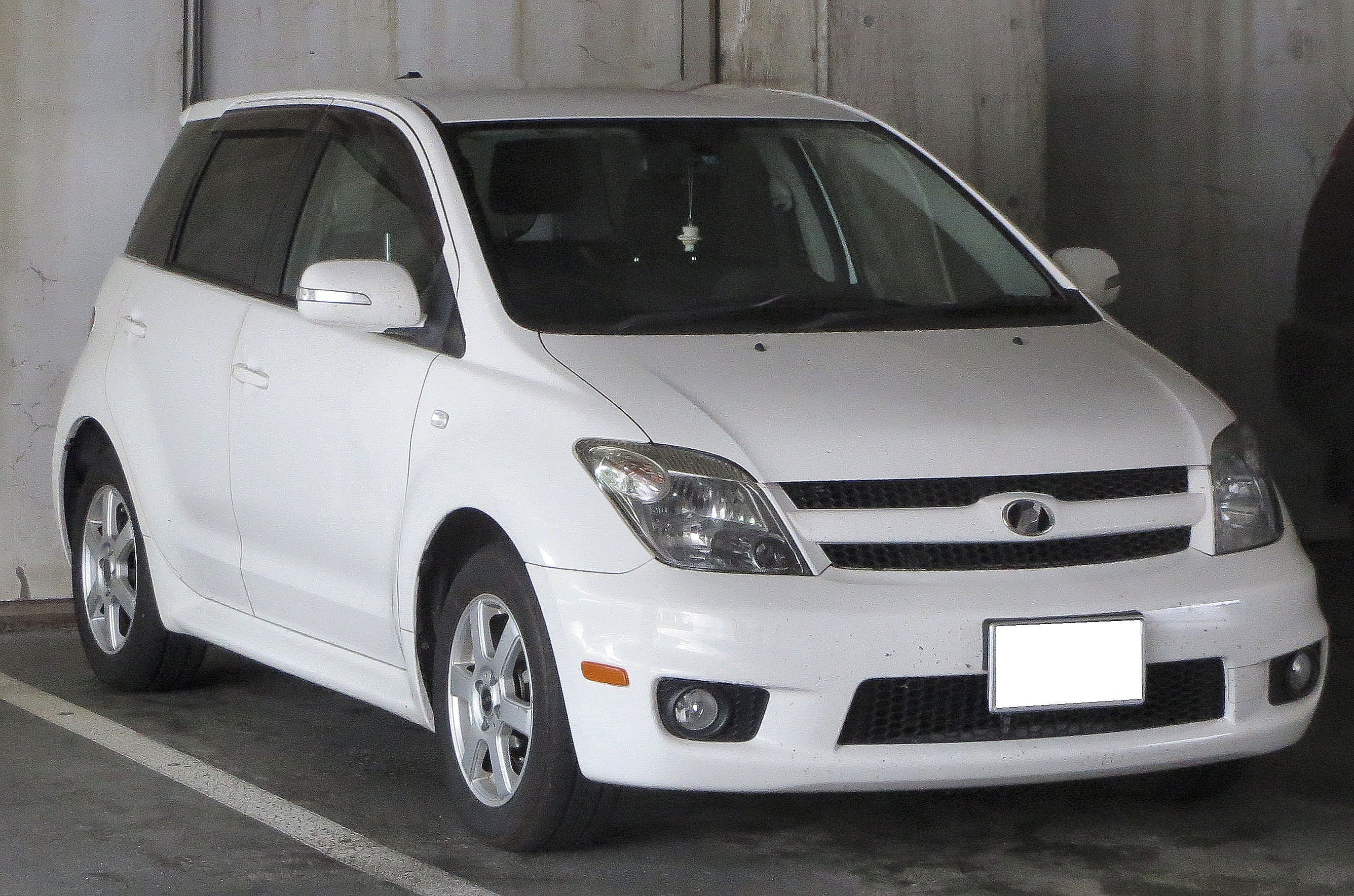
2005—2007 Toyota Ist A-S (Япония)
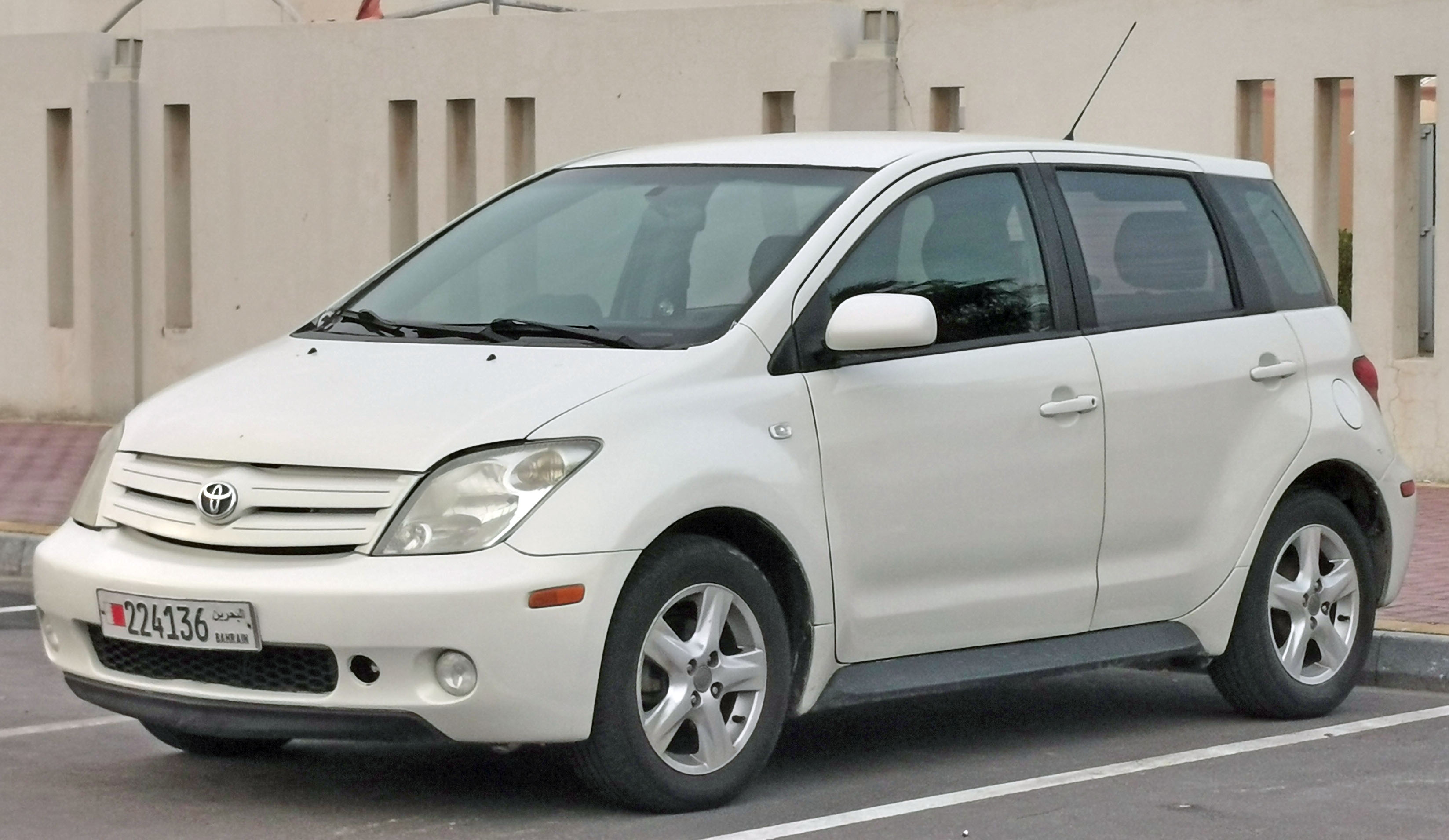
Toyota xA (Бахрейн)

## Второе поколение (XP110; 2007)

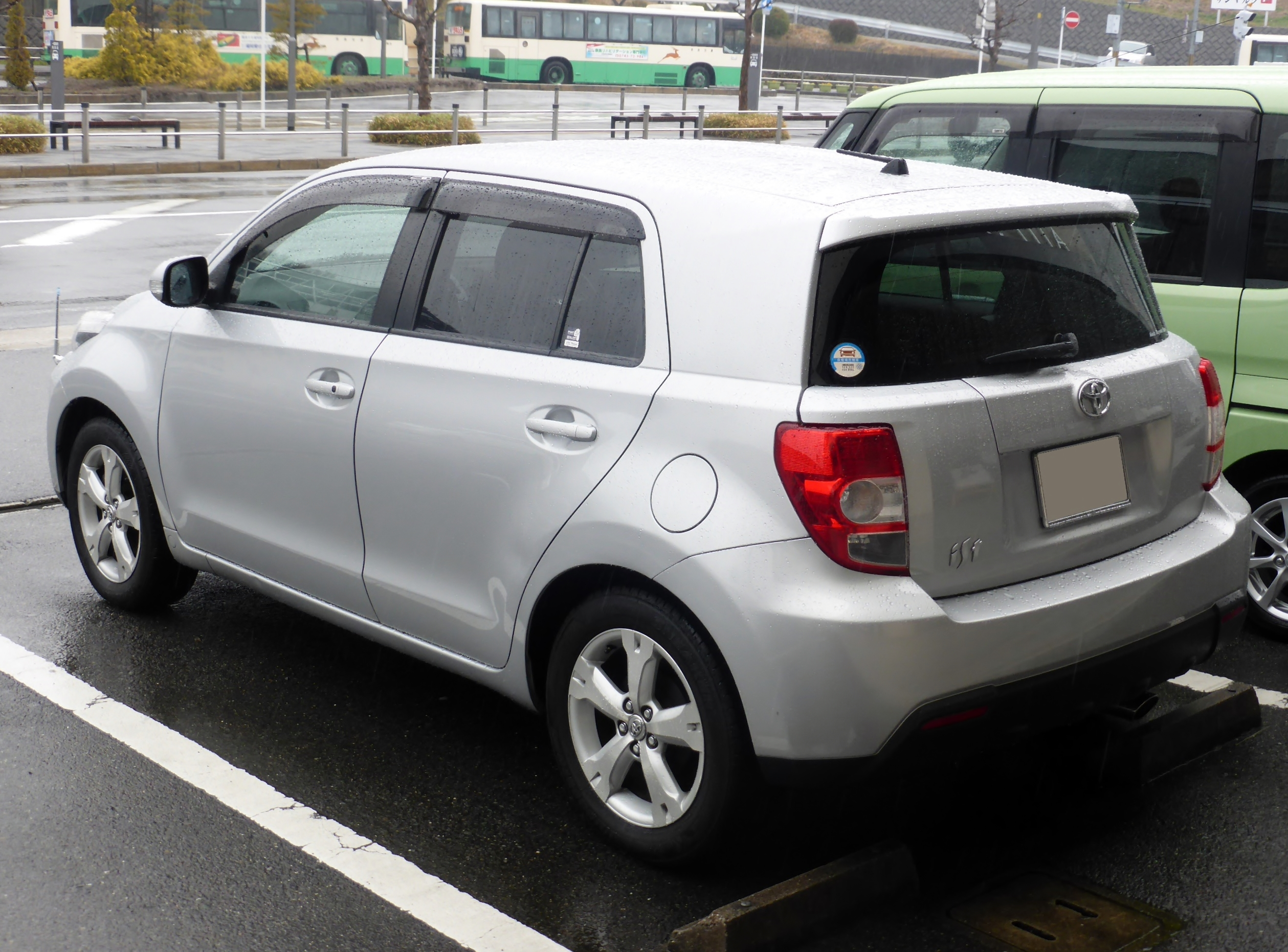
Вид сзади

Второе поколение Toyota ist выпускалось с 2007 по 2016 год. В США автомобили поставлялись под названием Scion xB. В Европе и Латинской Америке автомобили продавались под названием Toyota Urban Cruiser с изменённой передней частью.
В Японии продажи второго поколения Toyota ist начались 30 июля 2007 года в дилерских центрах Netz Store. Комплектации: 150G, 150X и 180G (до августа 2010 года). На японский домашний рынок автомобили поставлялись с полным приводом.
С января 2010 года Toyota ist выпускался на бывшем заводе Kanto Auto Works.
Производство Toyota ist было остановлено в конце апреля 2016 года, а продажи завершились в мае того же года. В 2021 модельном году преемником Toyota ist стал Toyota Yaris Cross.

### Urban Cruiser
Urban Cruiser — ребеджинговый вариант второго поколения Ist. Дебютировал в марте 2008 года на Женевском автосалоне. Продавался на европейских рынках до 2014 года.

Urban Cruiser оснащался бензиновым двигателем 1NR-FE объёмом 1329 см3, мощностью 73 кВт (99 л. с.) и крутящим моментом 132 Н⋅м или турбодизельным двигателем 1ND-TV объёмом 1364 см3, мощностью 66 кВт (90 л. с.) и крутящим моментом 205 Н⋅м. Коробка передач — шестиступенчатая механическая.

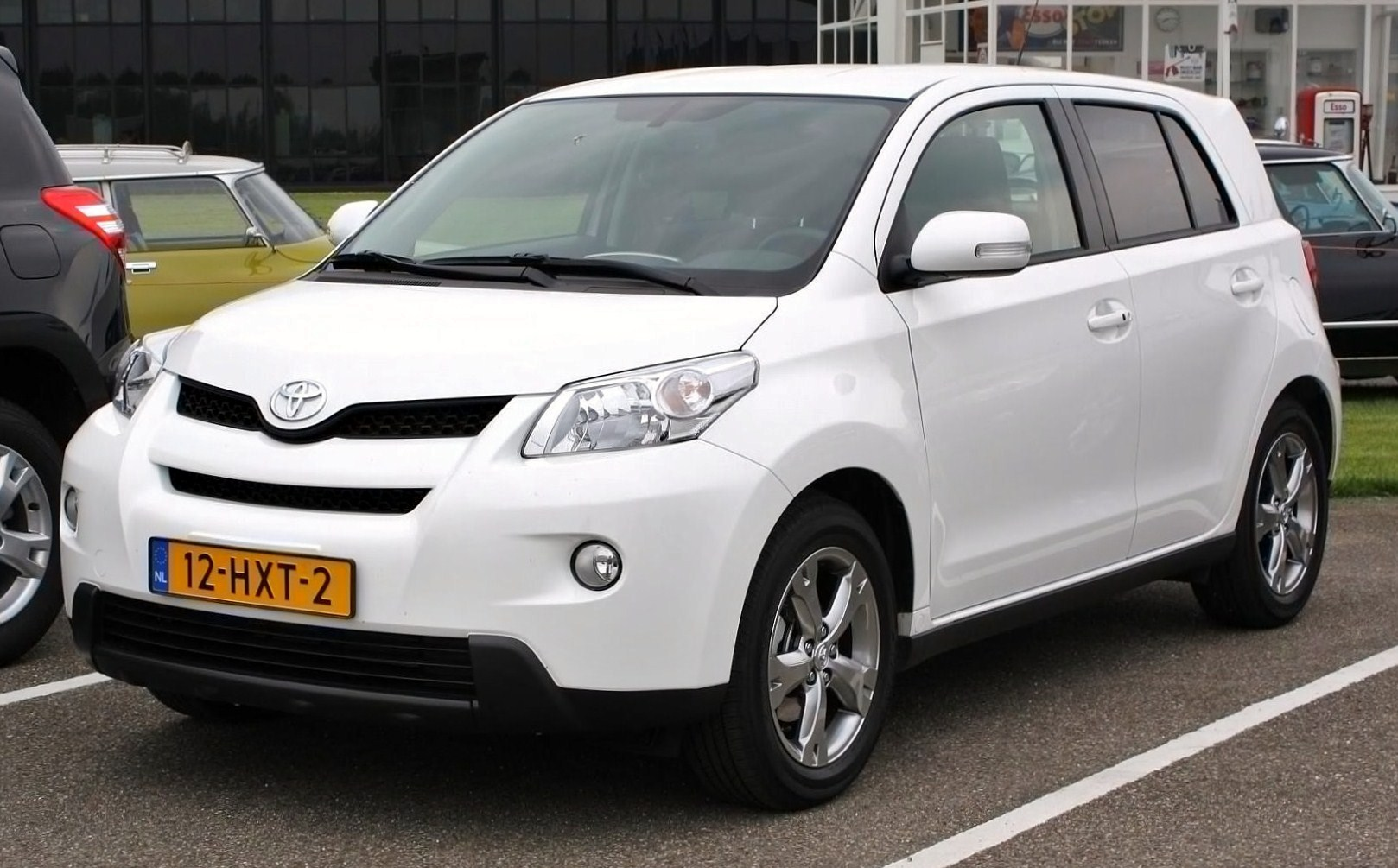
Вид спереди
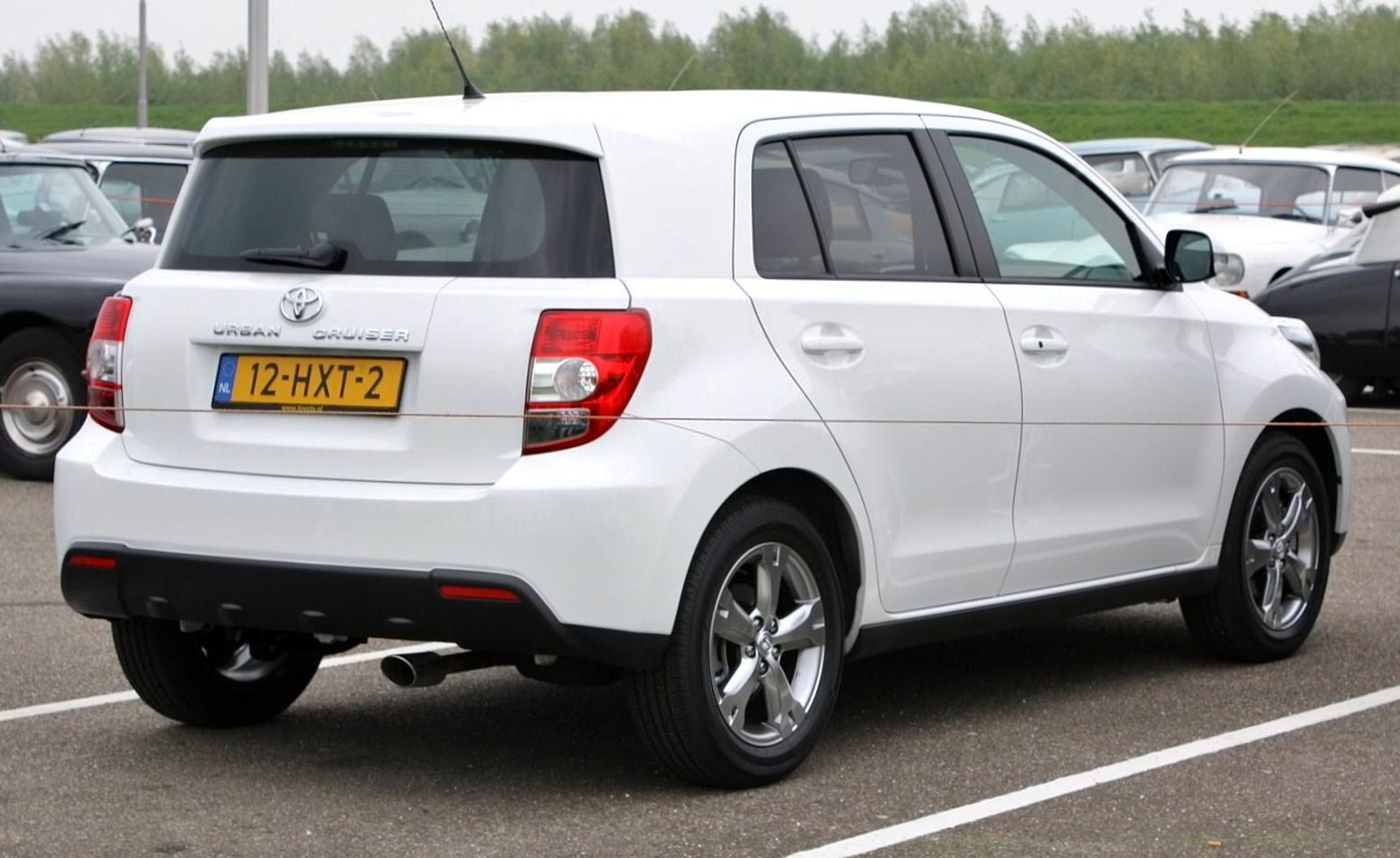
Вид сзади
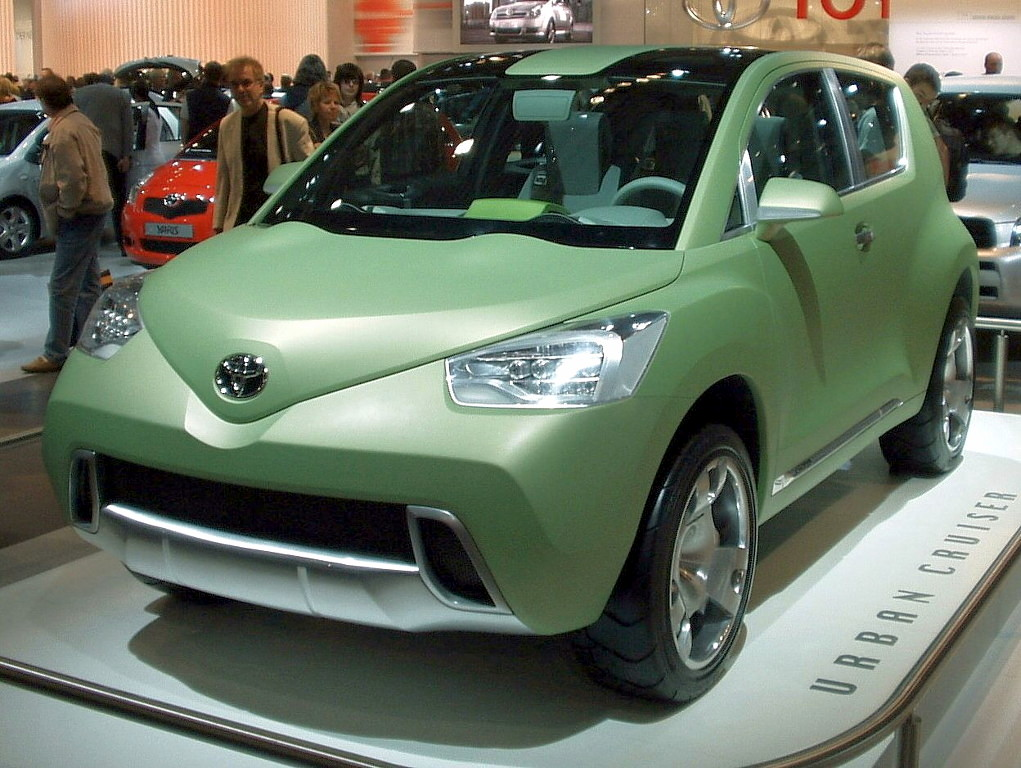
Концепт